# Fundação Educacional Guaçuana
É uma escola do município de Mogi Guaçu.

A Feg , Fundação Educacional Guaçuana foi criada através da Lei n.º 503 de 1967, pelo prefeito Antonio Giovani Lanzi. Sua criação foi um resultado dos ideais do povo guaçuano e de seus representantes políticos nesta época, ideais que ficam claros no Artigo 1º desta Lei: Fica criada a “Fundação Educacional Guaçuana”, entidade autônoma, de caráter técnico, científico e cultural, destinada a proporcionar à mocidade estudantil deste município, instrução de diferentes níveis, economicamente acessível às classes mais modestas da população.
Com um corpo docente de 119 professores, esta tradicional escola possui atualmente 64 turmas nas quais estudam 1.919 alunos dentre os cursos Infantil, Fundamental, Médio, Magistério e Eja (fundamental e médio).